# Patinatge artístic als Jocs Olímpics d'hivern de 1956
Als Jocs Olímpics d'Hivern de 1956 celebrats a la ciutat de Cortina d'Ampezzo (Itàlia) es disputaren tres proves de patinatge artístic sobre gel, una en categoria masculina, una altra en categoria femenina i una tercera en categoria mixta per parelles.
Les proves es disputaren entre els dies 29 de gener i 2 de febrer de 1956 a les instal·lacions de l'Stadio Olympica.

## Resum de medalles

### Categoria masculina
| Prova              | Or                 | Argent           | Bronze        |
| Individual Detalls | Hayes Alan Jenkins | Ronnie Robertson | David Jenkins |

### Categoria femenina
| Prova              | Or              | Argent      | Bronze       |
| Individual Detalls | Tenley Albright | Carol Heiss | Ingrid Wendl |

### Categoria mixta
| Prova            | Or                                 | Argent                               | Bronze                              |
| Parelles Detalls | ÀustriaSissy Schwarz · Kurt Oppelt | Canadà Frances Dafoe · Norris Bowden | Hongria Marianna Nagy · László Nagy |

## Medaller
| Posició | País         | Or | Argent | Bronze | Total |
| 1       | Estats Units | 2  | 2      | 1      | 5     |
| 2       | Àustria      | 1  | 0      | 1      | 2     |
| 3       | Canadà       | 0  | 1      | 0      | 1     |
| 4       | Hongria      | 0  | 0      | 1      | 1     |
|         |              |    |        |        |       |
| Total   | Total        | 3  | 3      | 3      | 9     |